# Alluaudia ascendens
Alluaudia ascendens ist eine Pflanzenart aus der Gattung Alluaudia in der Familie der Didiereaceae. Das Artepitheton ascendens (franz. ascendant) bedeutet 'aufsteigend‘.

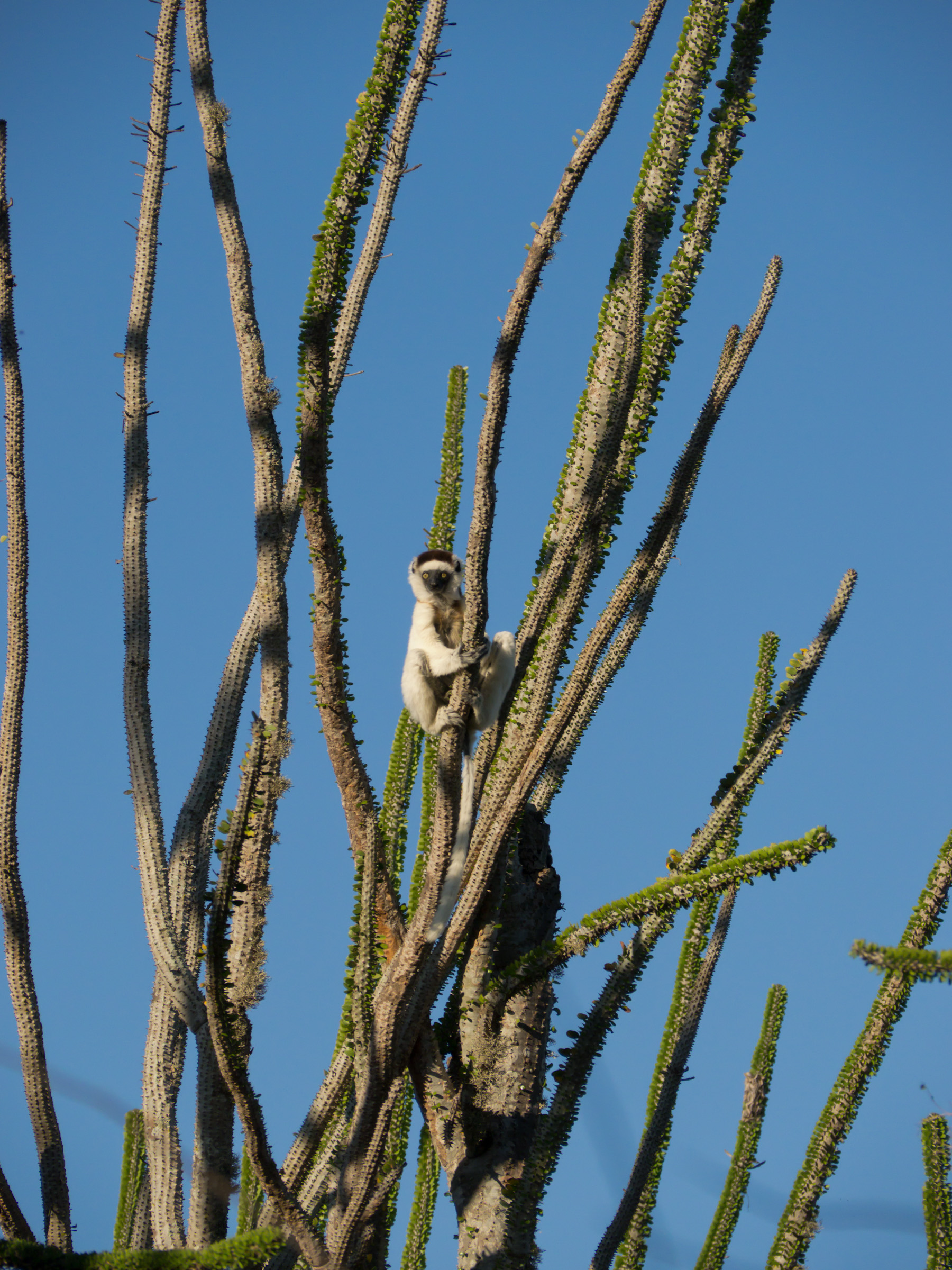
Alluaudia ascendens mit dem Pflanzenfresser Larvensifaka auf Madagaskar.

## Beschreibung
Alluaudia ascendens wächst als säulenförmiger, 10 bis 15 Meter hoher Baum mit aufrechten Trieben, welche sich am Ende verzweigen. Die Rinde ist dumpf grünlich braun gefärbt. Die fast weißen Dornen stehen überwiegend dicht und werden 1 bis 3 Zentimeter lang. Die kurz gestielten, verkehrt eiförmig bis herzförmigen Blätter sind ausgerandet und werden 10 bis 20 Millimeter lang und bis 11 Millimeter breit.
Die weiß bis stumpf rötlichen Blüten erscheinen in verzweigten zymösen und bis 12 Zentimeter langen Blütenständen.
Die Chromosomenzahl beträgt 2n = etwa 240 oder etwa 256.

## Verbreitung, Gefährdung und Systematik
Alluaudia ascendens ist im Süden von Madagaskar in der Gegend zwischen Tsiombe und Taolanaro verbreitet. Die Art steht auf der Roten Liste der IUCN und gilt als gefährdet (Vulnerable).
Die Erstbeschreibung von Alluaudia ascendens erfolgte als Didierea ascendens 1901 durch Emmanuel Drake del Castillo. Im Jahr 1903 stellte der gleiche Autor die Art in die von ihm neu aufgestellte Gattung Alluaudia.